# Cleidochasmidra
Cleidochasmidra is een geslacht van mosdiertjes uit de familie van de Cleidochasmatidae. De wetenschappelijke naam van het geslacht is voor het eerst geldig gepubliceerd in 1979 door Ünsal & d'Hondt.

## Soort
- Cleidochasmidra portisi (Neviani, 1895)

Niet geaccepteerde soort:
- Cleidochasmidra canakkalense Ünsal & d'Hondt, 1979 → Cleidochasmidra portisi (Neviani, 1895)